# Alain Cortes
Pour les articles homonymes, voir Cortes.
Alain Cortes, né le 7 juillet 1952, est un pentathlonien français.
Il participe aux Jeux olympiques d'été de 1976 à Montréal, terminant 12e de l'épreuve individuelle et 9e de l'épreuve par équipes, ainsi qu'aux Jeux olympiques d'été de 1980 à Moscou, terminant 23e de l'épreuve individuelle et 5e de l'épreuve par équipes.
Il est sacré champion de France junior en 1973 et champion de France senior en 1977 et 1978.